# Nieuwediep (Drenthe)
Nieuwediep is een dorp in Nederland. Het is gelegen in de provincie Drenthe en in de gemeente Aa en Hunze. Het dorp telde in 2023 270 inwoners.
Nieuwediep is vernoemd naar het kanaal waaraan het lag, het kanaal is inmiddels grotendeels gedempt. Het ligt aan de rand van de gemeente, tegen de grens met de provincie Groningen parallel aan de semslinie. Nieuwediep ligt iets ten zuiden van Veendam.

## Ontstaan
Het Nieuwediep is tussen 1800 en 1833 gegraven. De weg langs het kanaal en het dorp kregen de naam van het kanaal. Voor dit kanaal zijn echter meerdere namen in gebruik geweest, zoals het Gieterveens- of Bonnerkanaal. In 1867 werd het dorp nog de 1e en 2e Gietermond genoemd (zie: afbeelding). Daarna raakte de naam Nieuwediep in gebruik voor zowel weg, dorp als kanaal.
De bevolking bestond eerst uit veenarbeiders. Later kwam er een steenfabriek, die tot 1972 voor werkgelegenheid zorgde. Na de sluiting van deze fabriek is de bevolking aangewezen op werkgelegenheid buiten het eigen dorp.

## Spoorlijn
Door het dorp loopt de spoorlijn van de voormalige Noordoosterlocaalspoorweg-Maatschappij, die tegenwoordig wordt gebruikt door de Stichting Stadskanaal Rail (S.T.A.R.). De S.T.A.R. gebruikt de lijn voor stoomtreinen, die volgens een dienstregeling rijden tussen Musselkanaal en Veendam. Deze lijn is genoemd naar de Semslinie, de grens tussen de provincies Groningen en Drenthe. In 1912 lagen er plannen klaar voor de bouw van een station in Nieuwediep, maar dit is nooit gebouwd. Het zand, dat voor het spoor is gebruikt en dat nodig was vanwege de slappe veengrond, was afkomstig van de zandafgraving achter de spoorlijn. Dit heeft voor Nieuwediep een uniek natuurgebied opgeleverd. Namelijk het huidige visgat "Groot gat". Dit gat wordt beheerd door een visvereniging uit de Groningse plaats Wildervank, aangezien het op Gronings gebied is aangelegd

## Steenfabrieken
Nieuwediep kreeg met de komst van de steenfabrieken een impuls. Er werden huizen gebouwd, onder andere vier op een rij gebouwde, identieke vrijstaande woningen uit 1948, met stenen uit de eigen fabrieken. Deze huizen werden speciaal gebouwd voor de werknemers van deze fabrieken. Een van de fabrieken stond op de zuidoever van het Nieuwediep, de andere op de zuidoever van het Stadskanaal. De firma droeg dan ook toepasselijk de naam NV Gronings Drentsche steenfabrieken. Van de fabriek op de zuidoever van Stadskanaal is niets meer overgebleven. De fabriek in Nieuwediep doet nog steeds dienst als winkel voor legermateriaal en dan vooral voor legervoertuigen. In 1972 sloot de fabriek noodgedwongen zijn deuren. Door het ontbreken van vervangende werkgelegenheid in het dorp zelf moest elders werk gevonden worden.

## Basisschool: O.B.S. Nieuwediep
Door de toenemende vergrijzing van dorp daalde het aantal leerlingen op de basisschool. Om die reden werd de school in 1995 opgeheven. De leerlingen uit Nieuwediep zijn ondergebracht bij de basisschool in Gieterveen. Het gebouw heeft na de sluiting een bestemming als buurthuis gekregen. De inwoners hadden aangedrongen op deze voorziening om de leefbaarheid van hun woongebied te vergroten.
Drenthe: Steden en dorpen      Nederland: Provincies · Gemeenten